# Bahnhof Dingelstädt

Der Bahnhof Dingelstädt (Eichsfeld) war eine Betriebsstelle der Bahnstrecke Leinefelde–Treysa in der heutigen Landgemeinde Dingelstädt im thüringischen Landkreis Eichsfeld.

## Lage
Der Bahnhof befindet sich nördlich der Stadt Dingelstädt bei Streckenkilometer 10,14. Das Terrain des Bahnhofes befindet sich auf der Südabdachung des Dün auf einer Höhe von ungefähr 375 m ü. NN. Die nächsten Bahnhöfe entlang der Bahnstrecke waren Silberhausen Trennung im Osten und Kefferhausen im Südwesten. Der Weg zum Bahnhof führt über die Bahnhofstraße und die Birkunger Straße.

## Geschichte
Im Jahr 1870 wurde die Bahnstrecke Gotha–Leinefelde fertiggestellt und im Nachbarort Silberhausen ein Bahnhof eröffnet. Wegen der größeren wirtschaftlichen Bedeutung von Dingelstädt erhielt die Station zunächst den Namen Silberhausen-Dingelstädt. Mit ersten Überlegungen zum Bau der Kanonenbahn von Leinefelde über den Abzweig bei Silberhausen nach Eschwege gab es auch einen Plan zum Bau eines Bahnhofes unmittelbar an der Trennungsstelle Silberhausen.
Mit Eröffnung des Streckenabschnittes zwischen dem Eschwege und Silberhausen Trennung wurde auch der Bahnhof in Dingelstädt für den Personen- und Güterverkehr übergeben, in Silberhausen wurde der Name in Bahnhof Silberhausen umbenannt. Zwecks Unterscheidung zum ähnlich lautenden Bahnhof Dingelstedt bei Halberstadt wurde der Name um den Zusatz Eichsfeld ergänzt. Eine weitere Planung sah den Bau einer Verbindungskurve zwischen den Bahnhöfen Silberhausen und Dingelstädt vor, diese wurde aber nicht ausgeführt. Der Streckenabschnitt zwischen dem Silberhausen-Trennung und Dingelstädt war bereits zweigleisig ausgebaut, 1907 wurde dann auf dem Abschnitt nach Schwbda ebenfalls das zweite Gleis gelegt. Nach dem Ersten Weltkrieg musste dieses 2. Gleis wieder demontiert werden.
Im Jahre 1942 gab es wegen falscher Weichenstellung einen Unfall im Bahnhofsbereich von Dingelstädt, als ein Personenzug auf einen Bauzug auffuhr, zum Glück gab es nur einige Leichtverletzte. Mit dem Ende des Zweiten Weltkrieges und der Sperrung der Bahnstrecke zwischen Schwebda und Geismar begann der Bedeutungsverlust der Bahnverbindung. Die Zugehörigkeit des Bahnhofes wechselte 1945 von der Reichsbahndirektion Kassel (Betriebsamt Eschwege) zur Reichsbahndirektion Erfurt (Reichsbahnamt Nordhausen).
Am Bahnhof Dingelstädt gab es auch eine Bahnmeisterei, die im Jahre 1954 aufgelöst und der Bahnmeisterei Leinefelde zugeordnet wurde. Ab dem 29. September 1969 war Dingelstädt der einzige Güterbahnhof zwischen Leinefelde und Geismar.
Wegen baulischer Mängel an der Brückenkonstruktion des Lengenfelder Viaduktes wurde 1992 der Streckenbetrieb bis zum Bahnhof Küllstedt verkürzt. 1994 wurde auch der Bahnbetrieb zwischen Küllstedt und Dingelstädt aufgegeben und Dingelstädt wurde ein Endbahnhof. Ein Jahr später wurde der Güterverkehr eingestellt und 1996 auch der Personenverkehr, mit dem Ausbau der letzten Weiche in Silberhausen-Trennung war auch der Streckenabschnitt vom Bahnnetz abgetrennt.

## Ausstattung

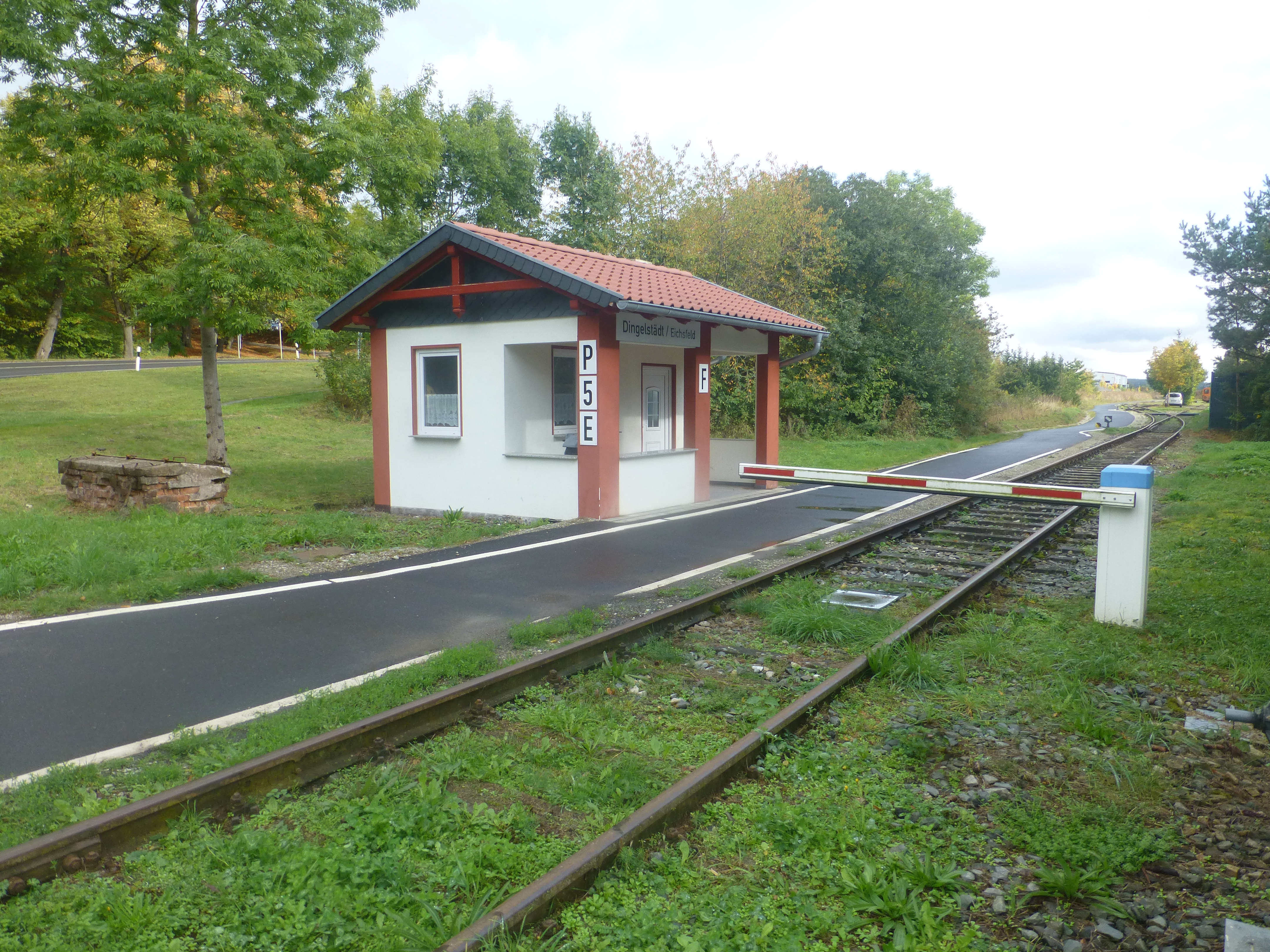
Rekonstruierter Schrankenposten Nummer 5 an der alten B 247 westlich des Bahnhofes

Zum Gebäudebestand gehörten das Empfangsgebäude mit Gepäckabfertigung, ein separater Güterschuppen, ein Kleinlokschuppen, Beamtenwohnungen und ein Abort. Es gab zwei Durchgangsgleise mit einfachen Bahnsteigen, drei weitere Gleise und 13 Weichen (Stand 1944). Zum Güterbahnhof gehörten eine Ladestraße, eine Laderampe, ein Lademaß und eine Gleiswaage für Güterwagen. Nach dem Ersten Weltkrieg wurde ein Streckengleis zurückgebaut, der Abschnitt innerhalb des Bahnhofs blieb aber als Kreuzungsgleis erhalten.
Weiterhin gab es im Empfangsgebäude ein Stellwerk, das 1996 mit dem Ende des Bahnbetriebes außer Betrieb genommen wurde. Am westlichen Ausgang des Bahnhofes an der alten Bundesstraße 247 befindet sich ein beschrankter Bahnübergang mit dem Schrankenposten Nr. 5.

## Heutige Nutzung
Zur touristischen Aufwertung und Erhaltung den Bahnanlagen wird auf der Bahntrasse von Geismar über Lengenfeld und Küllstedt bis zum Bahnhof Dingelstädt ein Draisinenbetrieb durchgeführt. Für die Überquerung der Straße vor dem Bahnhof ist eine Schlüsselbedienung zum Öffnen der Schranken erforderlich. Parallel dazu parallel verläuft der Kanonenbahn-Radweg auf dem zurückgebauten Gleisbett. In Dingelstädt besteht eine Anbindung an den Unstrut-Radweg und den Unstrut-Hahle-Radweg.
Das Empfangsgebäude wurde zwischenzeitlich mehrfach verkauft und teilweise saniert, das ehemalige Beamtenwohnhaus wird für Wohnzwecke genutzt. Von den Gleisen sind noch drei Gleise mit zwei Weichen vorhanden, die Ladegleise wurden demontiert. Die Gleisstrecke im östlichen Bahnhofsbereich mit Teilen des Güterbahnhofes wurde vollständig unterbrochen, der dahinter liegende Bahndamm im Bereich der neuen Bundesstraße 247 wurde komplett entfernt.